# آغار ماكونكي

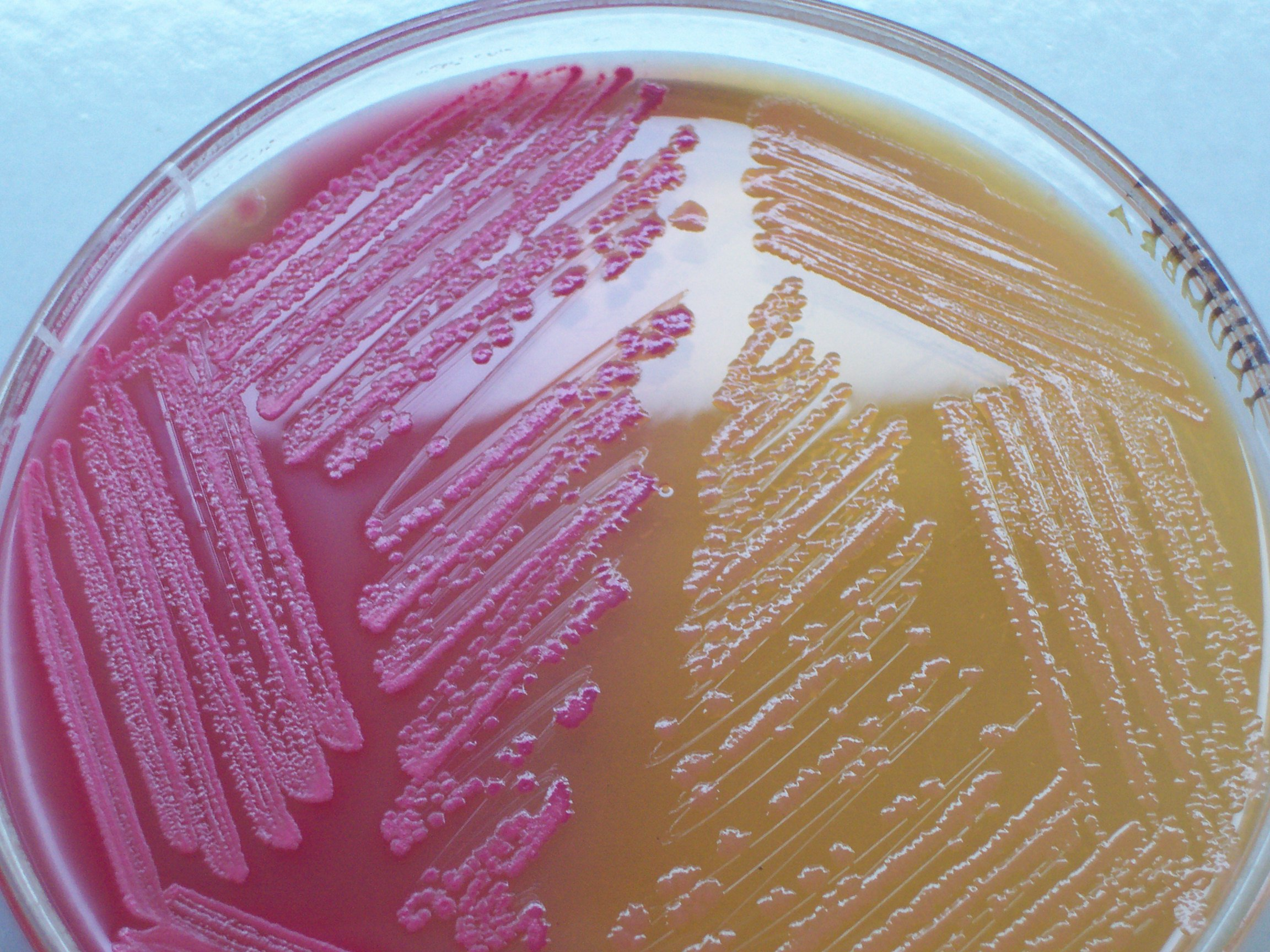
ماكونكي اجار بتخميرللاكتوز (يسار وعدم تخمير للاكتوز (يمين)

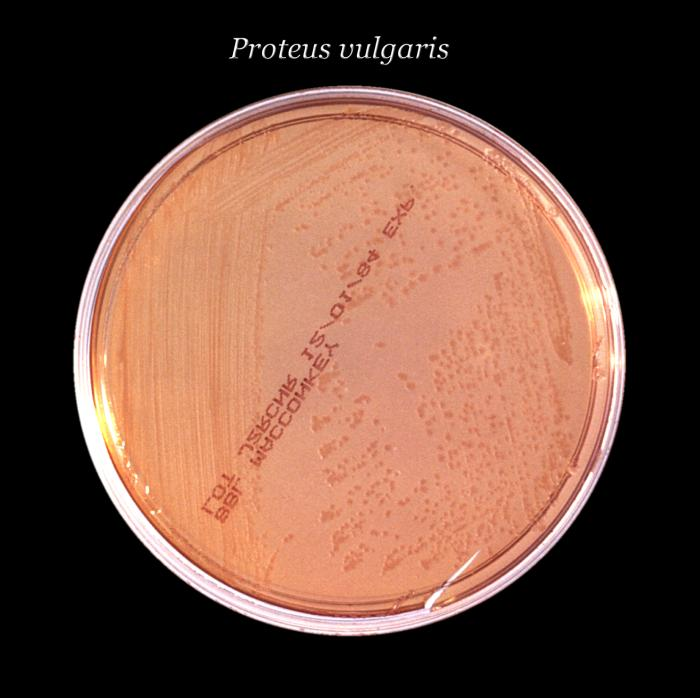
طبق ماكونكي اجار في وجود مزرعة بكتيرية.

لاكتوز

آغار ماكونكي (بالإنجليزية: MacConkey agar)‏ هو عبارة عن وسط زراعي صمم لنمو بكتيريا سالبة الغرام وصبغا عن طريق تخمير اللاكتوز.

## المكونات
ماكونكي اجار يحتوي على أَمْلاَحُ الصَّفْراء بالإنجليزية: حمض صفراوي (لتثبيط بكتيريا موجبة الغرام، ماعدا المكَوَّرَةٌ مِعَوِيَّة مكورة معوية وبعض أنواع البكتيريا العنقودية كالعنقودية ذهبية. البَنَفْسَجِيَّةُ المُتَبَلْوِرَة بالإنجليزية:بنفسج بلوري (وهو أيضا يقوم بتثبط بكتيريا موجبة الغرام)، الأحمر المحايد بالإنجليزية: Neutral red (وهو الذي يقوم بصبغ البكتيريا المخممرة للاكتوز، لاكتوز وبيبتون بالإنجليزية: ببتيد.
التركيب :
- بيبتون - 17 g
- بروتيوز بيبتون - 3 g
- لاكتوز - 10 g
- املاح الصفراء - 1.5 g
- كلوريد الصوديوم - 5 g
- الأحمر المحايد - 0.03 g
- اجار - 13.5 g
- ماء - يضاف ليصل المجموع 1 لتر، ويعدل أس هيدروجيني إلى 7

هنالك العديد من الاختلافات في تحضير ماكونكي اجار ويعتمد على المطلوب من الوسط. إذا كان الانتشار للبروتيس يراد أزالته، فيلغي كلوريد الصوديوم.

## التاريخ
الوسط تم تطويره عبر الفريد ماكونكي Alfred Theodore MacConkey.

## الاستخدامات
يعمل على محدد للاس الهيدروجيني. الإجار يفرق بين بكتيريا سالبة الغرام التي تستطيع ان تخمر اللاكتوز (Lac+) والتي لاتخمر اللاكتوز (Lac-).
هذا الوسط يعرف باسم الوسط المحدد. عدم وجود كهرل يثبط انتشار البروتيس.

### لاكتوز +
عبر استخدام اللاكتوز المتوفر في الوسط. امثلة : إشريكية قولونية وكليبسيلا Klebsiella وانتيروبكتر بالإنجليزية :أمعائية وتكون تفرز حمض الذي يخفض الاس الهيدروجيني وبالتالي المستعمرات تأخذ اللون الأحمر. الأملاح الصفراء تترسب بجانب المستعرات.

### لاكتوز -
البكتيريا غير المخمرة للاكتوز كالزائفة الزنجارية وشيقيلا بالإنجليزية :شيغيلاوسالمونيلا Salmonella وبروتيس Proteus. هذه البكتيريا لا تستطيع استخدام اللاكتوز وتستخدم البيبتون كبديل.

### تخمير للاكتوز متأخر
بعض الكائنات تخمر اللاكتوز بشكل ضعيف أو متأخر ومنها سيريشيا Serratia وسيتروبكتر Citrobacter.

## نوع آخر
سوربيتول ماكونكي اجار Sorbitol-MacConkey agar مع إضافة عوامل محددة يمكن يساعد في عزل نوع من إشريكية قولونية يسمى (enteropathogenic E. coli) عن طريق عدم تخمير السوربيتول.